# Leuchtenbergia principis
Leuchtenbergia principis és una espècie de cactus, l'única del gènere Leuchtenbergia. L. principis es distribueix als estats mexicans de Coahuila, Guanajuato, Hidalgo, Nuevo León, San Luis Potosí, Tamaulipas i Zacatecas. Està relacionat amb el gènere Ferocactus, i s'han creat híbrids entre aquests dos gèneres.
Leuchtenbergia principis es troba a les col·leccions europees des de 1846. Poc després de la descripció de Hooker, sembla que no es cultivava durant algun temps i es considerava una raresa. Leuchtenbergia principis va tornar a estar força estesa a Europa. Leuchtenbergia principis es va incloure a l'apèndix I de la Convenció sobre el comerç internacional d'espècies amenaçades de fauna i flora silvestres l'any 1992.

## Morfologia
Leuchtenbergia principis és de creixement molt lent, creix de forma individual, brota només de tant en tant i pot arribar a fer als 20 a 70 cm d'alçada, amb una tija cilíndrica que es torna nua i surada a la base amb l'edat, brota només de tant en tant i pot arribar a fer als 20 a 35 cm (rarament pot arribar a fer fins a 70 cm). Les arrels són grans i carnoses, els brots són esfèrics a breument cilíndrics. Té un tubercle llarg, esvelt, de color verd grisenc de 6–12 cm de llarg, amb taques de color vermell violaci a les seves puntes. Els tubercles estan coberts amb espines semblants al paper, la qual cosa fa que la planta s'assembla a un Agave; els tubercles basals vells s'assequen i cauen. Si fa no fa, al cap de quatre anys les flors grogues, fragants i en forma d'embut, de 5 a 6 cm de diàmetre, es poden portar a les puntes dels tubercles a l'extrem de les arèoles prop del cos i s'obren durant el dia. El seu hipant és escamat. Els fruits en forma d'ou o oblongs estan secs quan estan madurs. El fruit és llis i verd, fa 3 cm de llarg i 2 cm d'ample. Té una arrel pivotant gran i tuberosa. Contenen llavors ovalades, de color negre a marró, de 2,4 mm de llarg i 2 mm de diàmetre.

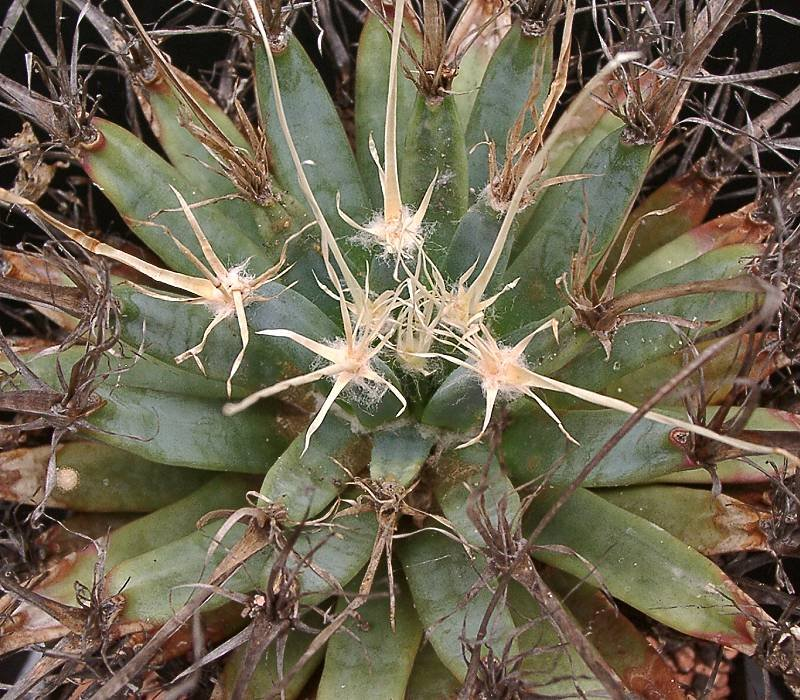
Planta
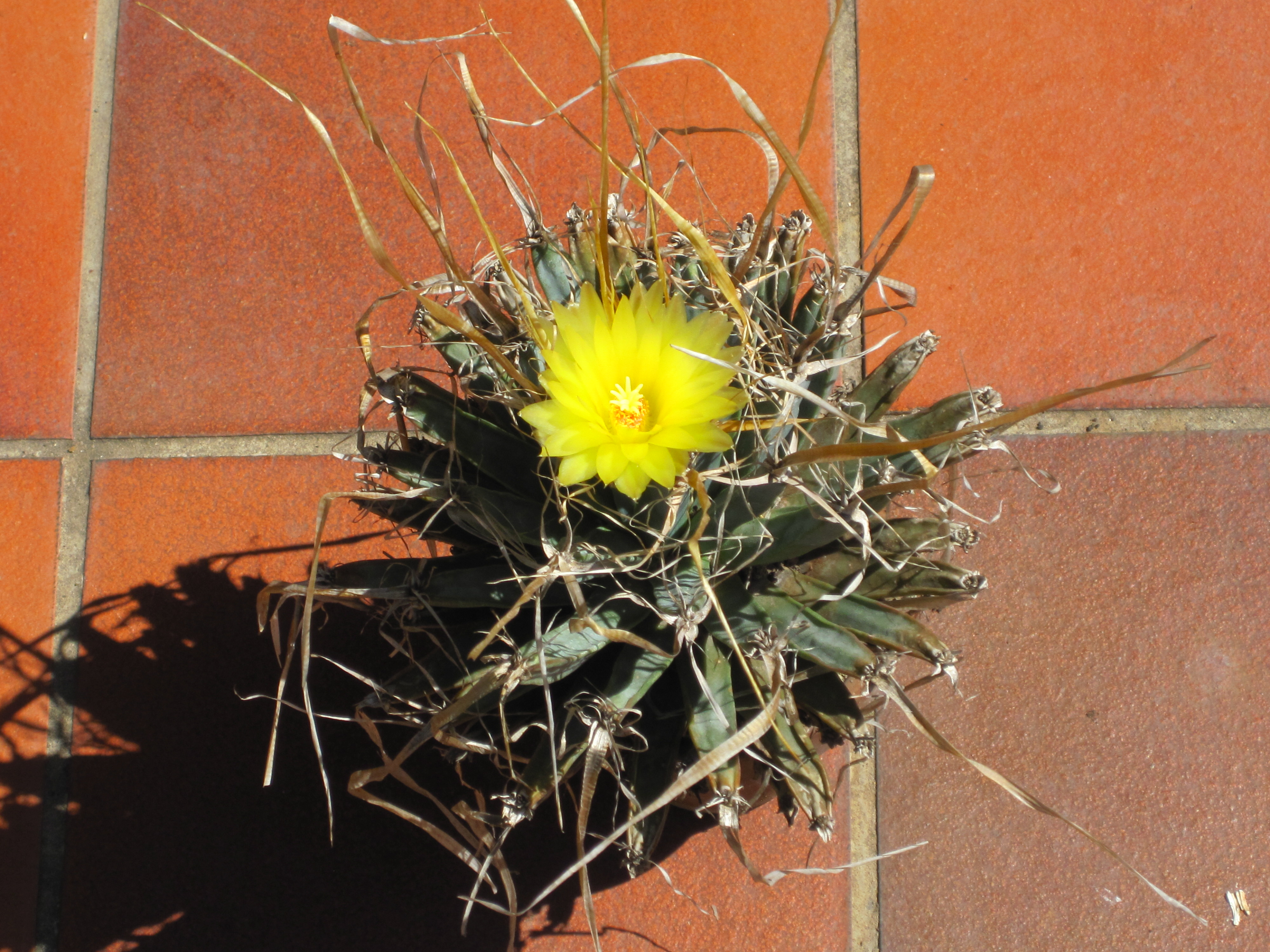
Leuchtenbergia principis vist des de dalt
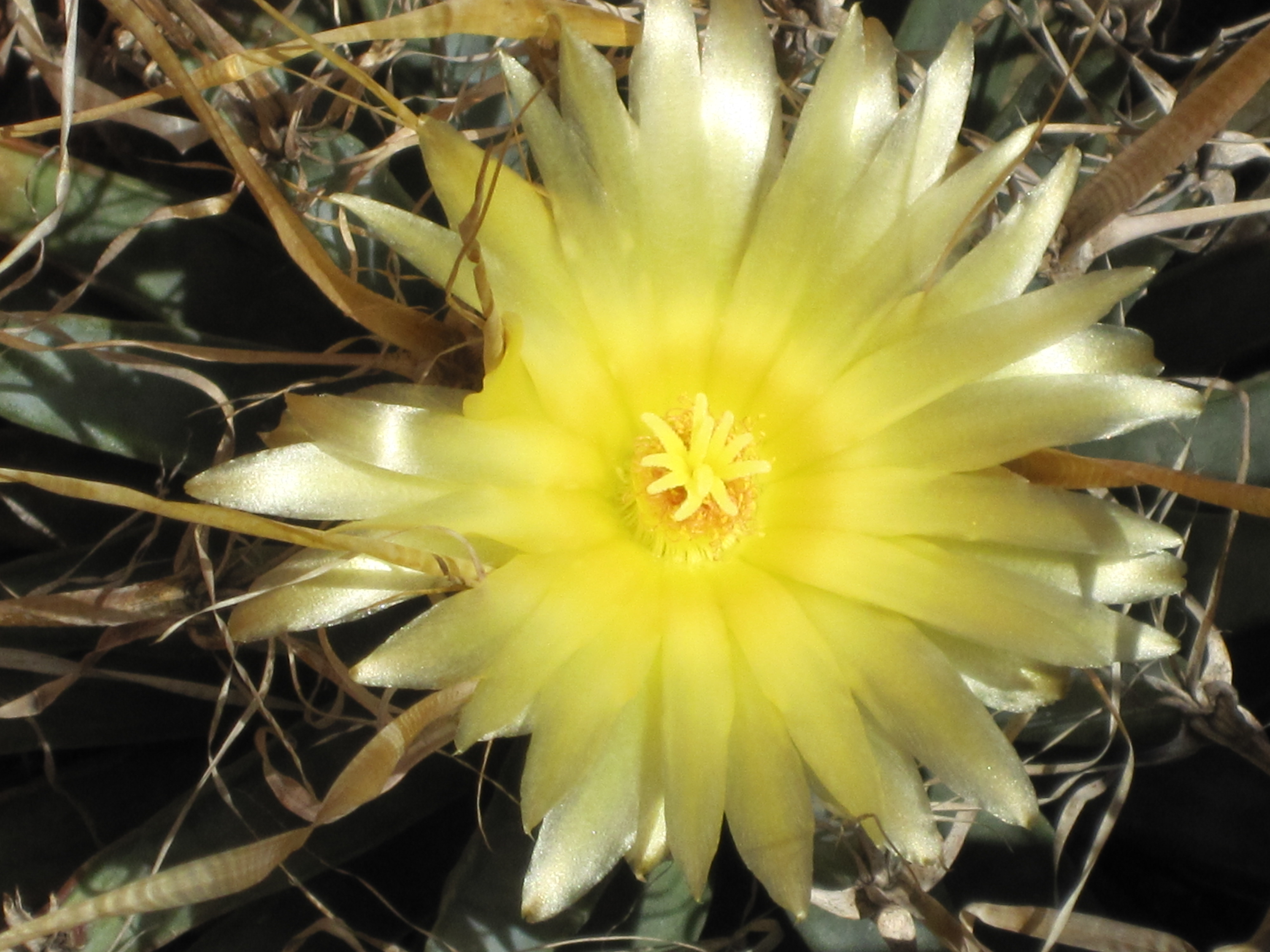
La flor
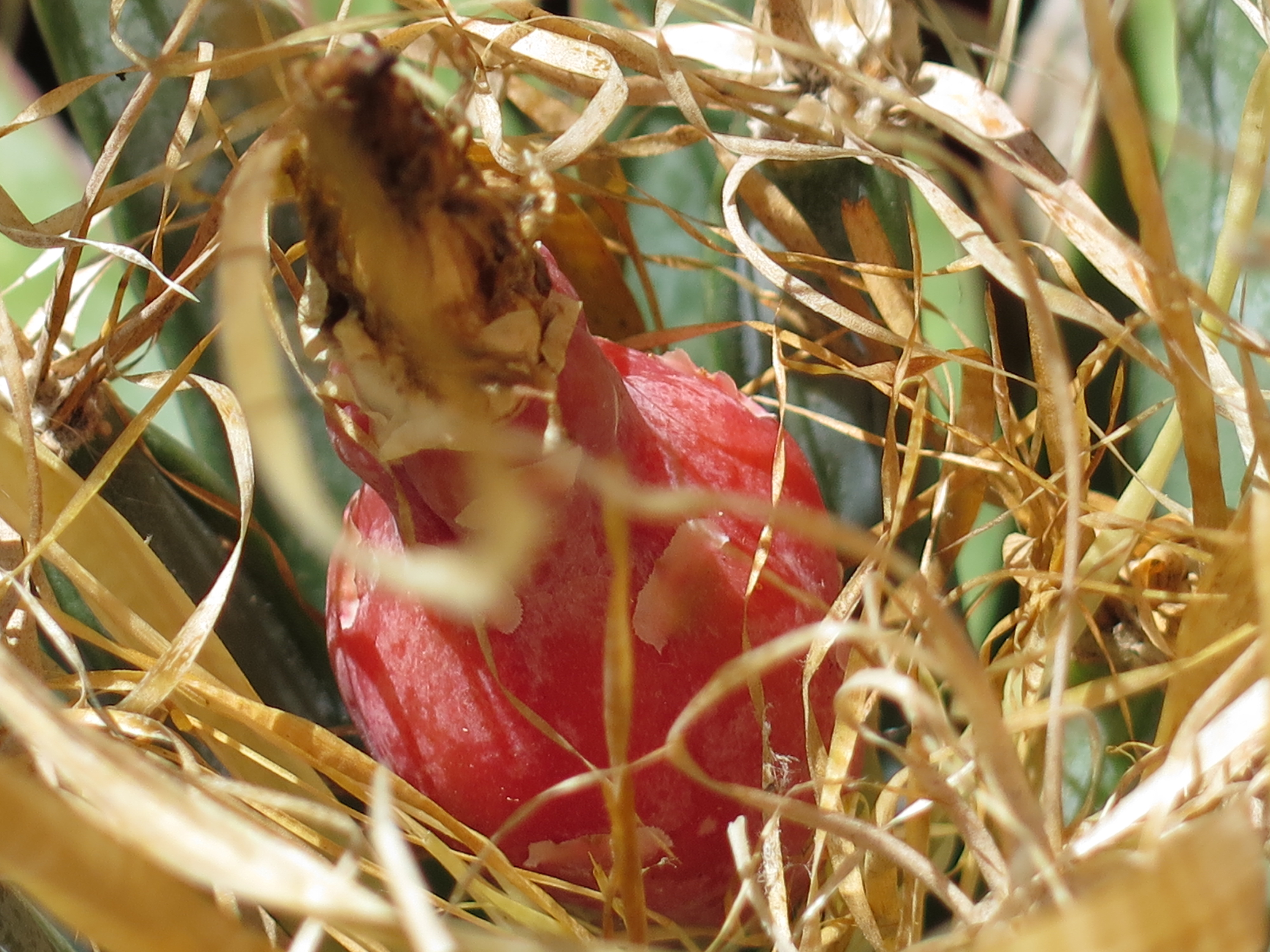
El fruit
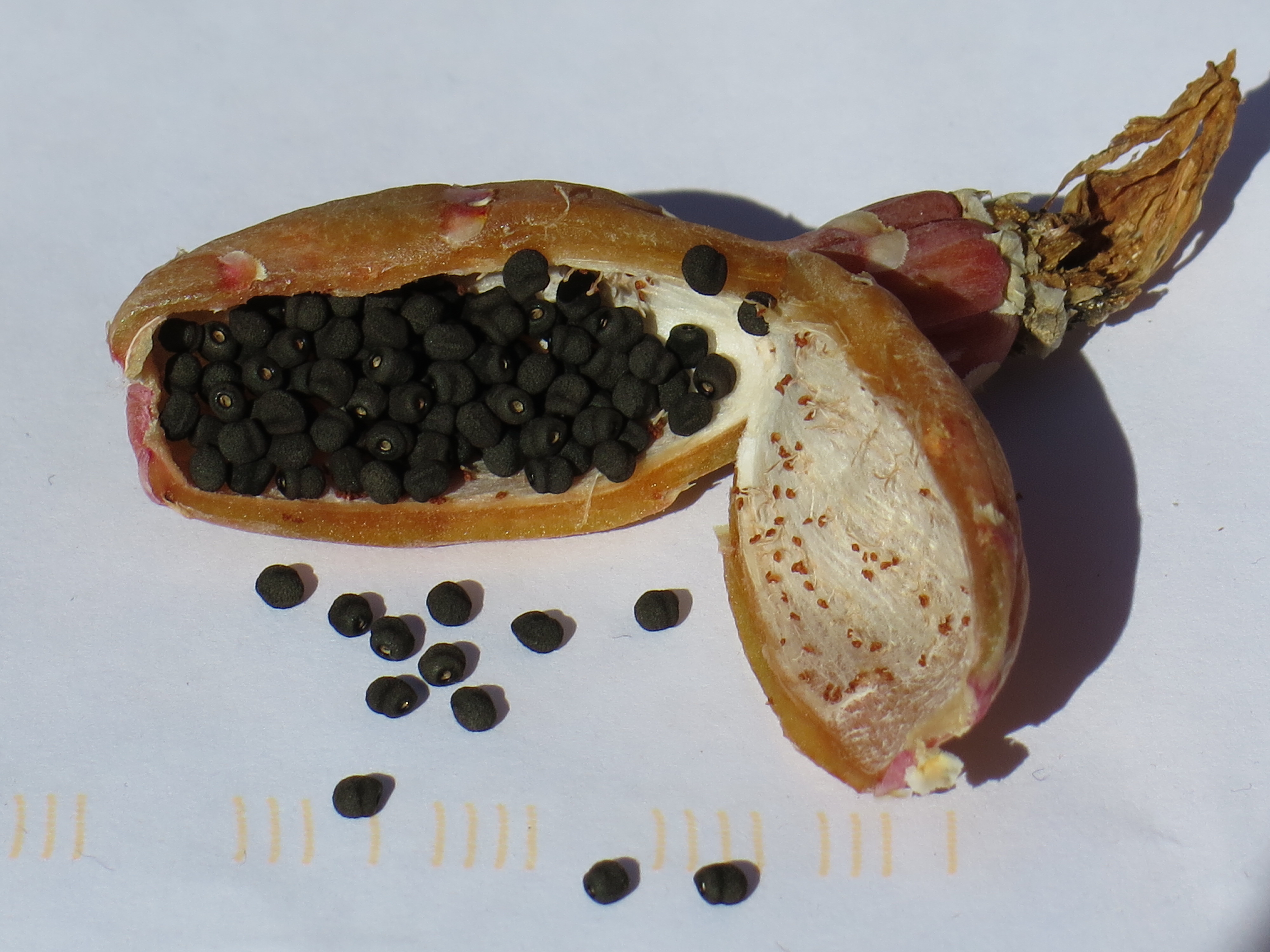
Les llavors

## Taxonomia
Tant el gènere Leuchtenbergia com l'espècie Leuchtenbergia principis van ser descrits per William Jackson Hooker i publicat a Botanical Magazine 74: , pl. 4393, a l'any 1848.
El nom genèric leuchtenbergia rep el nom en honor al 3r duc de Leuchtenberg Maximilian de Beauharnais. Principis és un epítet llatí que significa "primer, cap, il·lustre, noble".